# Лангевал
Лангевал (њем. Langewahl) општина је у њемачкој савезној држави Бранденбург. Једно је од 38 општинских средишта округа Одер-Шпре. Према процјени из 2010. у општини је живјело 828 становника. Посједује регионалну шифру (AGS) 12067288.

## Географски и демографски подаци
Лангевал се налази у савезној држави Бранденбург у округу Одер-Шпре. Општина се налази на надморској висини од 43 метра. Површина општине износи 13,3 km². У самом мјесту је, према процјени из 2010. године, живјело 828 становника. Просјечна густина становништва износи 62 становника/km².